# Acroclisis camerounensis
Acroclisis camerounensis is een vliesvleugelig insect uit de familie Pteromalidae. De wetenschappelijke naam is voor het eerst geldig gepubliceerd in 1954 door Risbec.